# Volkan Göğtepe
Volkan Göğtepe (* 22. März 1987 in Artvin) ist ein türkischer Beachvolleyballspieler.

## Karriere
Volkan Göğtepe begann seine Karriere im Jahr 2001 in einem Duo mit seinem älteren Bruder Hakan. Von 2010 bis 2012 bildete er ein Duo mit Selçuk Şekerci. Nach einigen vorderen Plätzen bei Satellite-Turnieren traten die beiden Türken bei der Europameisterschaft in Berlin an. Dort schieden sie wegen des verlorenen direkten Vergleichs mit den vor ihnen platzierten Letten nach der Vorrunde aus. Nachdem sie 2011 auch diverse Grand Slams absolviert hatten, kamen sie im August bei der EM in Kristiansand nicht über die Vorrunde hinaus. Ein Jahr später schieden sie mit zwei gewonnenen Sätzen ebenfalls nach der Gruppenphase der EM in Scheveningen aus. 2013 und Anfang 2014 spielte Volkan Göğtepe erneut mit seinem Bruder Hakan auf nationalen Turnieren. Mit Murat Giginoğlu gelang Volkan Göğtepe Ende 2014 und Anfang 2015 der Sprung in die Weltspitze: Beim Sao Paulo Grand Slam belegten sie Platz fünf und bei den Luzern Open gelang ihnen mit Platz drei als erstem türkischen Team überhaupt der Sprung aufs Treppchen bei der FIVB World Tour.
2017 pausierte Göğtepe, ab dem folgenden Spieljahr trat er wieder mit  Murat G. an und erreichte mit ihm seinen bis dahin größten Erfolg. Die beiden gewannen bei den Mittelmeerspielen ihr Halbfinale gegen Quincy Ayé und Youssef Krou und das Endspiel gegen Enrico Rossi und Marco Caminati. Der Einzug in die Runde der letzten sechzehn Teams bei den Vier-Sterne-Veranstaltungen in Moskau und Espinho, das Erreichen des Viertelfinales beim Drei-Sterne-Event in Kuala Lumpur sowie das Überstehen der Vorrunden der Europameisterschaften 2018 und 2019 waren weitere Highlights in der Karriere der beiden Türken. Nach der Trennung 2021 spielte Volkan Göğtepe kein weiteres Turnier mehr.